# UCI ProSeries 2024
L'UCI ProSeries 2024 és la cinquena edició de l'UCI ProSeries Tour, el segon nivell de competicions dins l'ordre d'importància de les curses ciclistes masculines rere l'UCI World Tour. Aquesta divisió, gestionada per la Unió Ciclista Internacional, està formada per 54 competicions organitzades entre el 31 de gener i el 20 d'octubre de 2024 a Europa, Amèrica i Àsia.

## Equips
Els equips poden participar en les diferents curses depenent de la seva llicència:
| Categoria                | Equips |
| ------------------------ | --- |
| 1.Pro (Cursa d'un dia)   | * UCI WorldTeam (max 70 %) * UCI ProTeam * Equip continental del país * Equip continental estranger (màx. 2) * Selecció nacional del país organitzador |
| 2.Pro (Cursa per etapes) | * UCI WorldTeam (max 70 %) * UCI ProTeam * Equip continental del país * Equip continental estranger (màx. 2) * Selecció nacional del país organitzador |

## Curses
Aquesta edició comprèn 55 curses, 32 d'un dia (1.Pro) i 23 per etapes (2.Pro). Quaranta-vuit de les curses es disputen a Europa, cinc a Àsia i cap a Amèrica després de la cancel·lació de la Maryland Cycling Classic.
Són dues curses menys que l'any anterior (57 curses). La Figueira Champions Classic s'incorpora al calendari, la Volta a Turquia fa el seu retorn mentre es cancel·len tres curses: la Volta a San Juan, la Mont Ventoux Dénivelé Challenge i la Maryland Cycling Classic i una baixa al circuit continental, el ZLM Tour.
Finalment la Tre Valli Varesine fou cancel·lada per les males condicions meteorològiques i a instàncies dels corredors.

## Evolució del calendari
| Núm | Data                    | Cursa                                                | País             | Cat.  | Vencedor            | Equip                      | Ref.          |
| --- | ----------------------- | ---------------------------------------------------- | ---------------- | ----- | ------------------- | -------------------------- | ------------- |
| 01  | 31 de gener-4 de febrer | Volta a la Comunitat Valenciana                      | Espanya          | 2.Pro | Brandon McNulty     | UAE Team Emirates          | [ 5 ]         |
| 02  | 10 de febrer            | Figueira Champions Classic                           | Portugal         | 1.Pro | Remco Evenepoel     | Soudal Quick-Step          | [ 6 ]         |
| 03  | 11 de febrer            | Clàssica d'Almeria                                   | Espanya          | 1.Pro | Olav Kooij          | Team Visma-Lease a Bike    | [ 7 ]         |
| 04  | 10-14 de febrer         | Tour d'Oman                                          | Oman             | 2.Pro | Adam Yates          | UAE Team Emirates          | [ 8 ]         |
| 05  | 14-18 de febrer         | Volta a Andalusia                                    | Espanya          | 2.Pro | Maxim Van Gils      | Lotto Dstny                | [ 10 ]        |
| 06  | 14-18 de febrer         | Volta a l'Algarve                                    | Portugal         | 2.Pro | Remco Evenepoel     | Soudal Quick-Step          | [ 11 ]        |
| 07  | 24 de febrer            | Ardèche Classic                                      | França           | 1.Pro | Juan Ayuso          | UAE Team Emirates          | [ 12 ]        |
| 08  | 25 de febrer            | La Drôme Classic                                     | França           | 1.Pro | Marc Hirschi        | UAE Team Emirates          | [ 13 ]        |
| 09  | 25 de febrer            | Kuurne-Brussel·les-Kuurne                            | Bèlgica          | 1.Pro | Wout van Aert       | Team Visma-Lease a Bike    | [ 14 ]        |
| 10  | 28 de febrer            | Trofeu Laigueglia                                    | Itàlia           | 1.Pro | Lenny Martinez      | Groupama-FDJ               | [ 15 ]        |
| 11  | 13 de març              | Nokere Koerse                                        | Bèlgica          | 1.Pro | Tim Merlier         | Soudal Quick-Step          | [ 16 ]        |
| 12  | 13 de març              | Milà-Torí                                            | Itàlia           | 1.Pro | Alberto Bettiol     | EF Education-EasyPost      | [ 17 ]        |
| 13  | 14 de març              | Gran Premi de Denain                                 | França           | 1.Pro | Jannik Steimle      | Q36.5 Pro Cycling Team     | [ 18 ]        |
| 14  | 15 de març              | Bredene Koksijde Classic                             | Bèlgica          | 1.Pro | Luca Mozzato        | Arkéa-B&B Hotels           | [ 19 ]        |
| 15  | 30 de març              | Gran Premi Miguel Indurain                           | Espanya          | 1.Pro | Brandon McNulty     | UAE Team Emirates          | [ 20 ]        |
| 16  | 3 d'abril               | Scheldeprijs                                         | Bèlgica          | 1.Pro | Tim Merlier         | Soudal Quick-Step          | [ 21 ]        |
| 17  | 10 d'abril              | Fletxa Brabançona                                    | Bèlgica          | 1.Pro | Benoît Cosnefroy    | Decathlon-AG2R La Mondiale | [ 22 ]        |
| 18  | 15-19 d'abril           | Tour dels Alps                                       | Itàlia i Àustria | 2.Pro | Juan Pedro López    | Lidl-Trek                  | [ 23 ]        |
| 19  | 21-28 d'abril           | Volta a Turquia                                      | Turquia          | 2.Pro | Frank van den Broek | Team DSM-Firmenich PostNL  | [ 24 ]        |
| 20  | 4 de maig               | Gran Premi de Morbihan                               | França           | 1.Pro | Benoît Cosnefroy    | Decathlon-AG2R La Mondiale | [ 25 ]        |
| 21  | 5 de maig               | Tro Bro Leon                                         | França           | 1.Pro | Arnaud De Lie       | Lotto Dstny                | [ 26 ]        |
| 22  | 8-12 de maig            | Volta a Hongria                                      | Hongria          | 2.Pro | Thibau Nys          | Lidl-Trek                  | [ 27 ]        |
| 23  | 14-19 de maig           | Quatre dies de Dunkerque                             | França           | 2.Pro | Sam Bennett         | Decathlon-AG2R La Mondiale | [ 28 ]        |
| 24  | 23-26 de maig           | Boucles de la Mayenne                                | França           | 2.Pro | Alberto Bettiol     | EF Education-EasyPost      | [ 29 ]        |
| 25  | 23-26 de maig           | Volta a Noruega                                      | Noruega          | 2.Pro | Axel Laurance       | Alpecin-Deceuninck         | [ 30 ]        |
| 26  | 29 de maig              | Circuit francobelga                                  | Bèlgica          | 1.Pro | Biniam Girmay       | Intermarché-Wanty          | [ 31 ]        |
| 27  | 2 de juny               | Brussels Cycling Classic                             | Bèlgica          | 1.Pro | Jonas Abrahamsen    | Uno-X Mobility             | [ 32 ]        |
| 28  | 8 de juny               | Dwars door het Hageland                              | Bèlgica          | 1.Pro | Gianni Vermeersch   | Alpecin-Deceuninck         | [ 33 ]        |
| 29  | 12-16 de juny           | Volta a Bèlgica                                      | Bèlgica          | 2.Pro | Søren Wærenskjold   | Uno-X Mobility             | [ 34 ]        |
| 30  | 12-16 de juny           | Volta a Eslovènia                                    | Eslovènia        | 2.Pro | Giovanni Aleotti    | Bora-Hansgrohe             | [ 35 ]        |
| 31  | 7-14 de juliol          | Volta al llac Qinghai                                | R.P. de la Xina  | 2.Pro | Jefferson Cepeda    | Caja Rural-Seguros RGA     | [ 36 ]        |
| 32  | 22-26 de juliol         | Tour de Valònia                                      | Bèlgica          | 2.Pro | Matteo Trentin      | Tudor Pro Cycling Team     | [ 37 ]        |
| 33  | 4-7 d'agost             | Arctic Race of Norway                                | Noruega          | 2.Pro | Magnus Cort Nielsen | Uno-X Mobility             | [ 38 ]        |
| 34  | 5-9 d'agost             | Volta a Burgos                                       | Espanya          | 2.Pro | Sepp Kuss           | Team Visma-Lease a Bike    | [ 39 ]        |
| 35  | 14-18 d'agost           | Volta a Dinamarca                                    | Dinamarca        | 2.Pro | Arnaud De Lie       | Lotto Dstny                | [ 40 ]        |
| 36  | 21-25 d'agost           | Volta a Alemanya                                     | Alemanya         | 2.Pro | Mads Pedersen       | Lidl-Trek                  | [ 41 ]        |
| 37  | 27-31 d'agost           | Tour de Hainan                                       | R.P. de la Xina  | 2.Pro | Aaron Gate          | Burgos-BH                  | [ 42 ]        |
| -   | 1 de setembre           | Maryland Cycling Classic                             | Estats Units     | 1.Pro | suspesa             | suspesa                    | [ 43 ]        |
| 38  | 3-8 de setembre         | Volta a la Gran Bretanya                             | Regne Unit       | 2.Pro | Stephen Williams    | Israel-Premier Tech        | [ 44 ]        |
| 39  | 8 de setembre           | Gran Premi de Fourmies                               | França           | 1.Pro | Arvid de Kleijn     | Tudor Pro Cycling Team     | [ 45 ]        |
| 40  | 8 de setembre           | Gran Premi de la indústria i l'artesanat de Larciano | Itàlia           | 1.Pro | Marc Hirschi        | UAE Team Emirates          | [ 46 ]        |
| 41  | 12 de setembre          | Coppa Sabatini                                       | Itàlia           | 1.Pro | Marc Hirschi        | UAE Team Emirates          | [ 47 ]        |
| 42  | 18 de setembre          | Gran Premi de Valònia                                | Bèlgica          | 1.Pro | Roger Adrià         | Red Bull-Bora-Hansgrohe    | [ 48 ]        |
| 43  | 21 de setembre          | Super 8 Classic                                      | Bèlgica          | 1.Pro | Filippo Baroncini   | UAE Team Emirates          | [ 49 ]        |
| 44  | 18-22 de setembre       | Volta a Luxemburg                                    | Luxemburg        | 2.Pro | Antonio Tiberi      | Bahrain Victorious         | [ 50 ]        |
| 45  | 3 d'octubre             | Sparkassen Münsterland Giro                          | Alemanya         | 1.Pro | Jasper Philipsen    | Alpecin-Deceuninck         | [ 51 ]        |
| 46  | 5 d'octubre             | Giro de l'Emília                                     | Itàlia           | 1.Pro | Tadej Pogačar       | UAE Team Emirates          | [ 52 ]        |
| 47  | 29 set.-6 oct.          | Tour de Langkawi                                     | Malàisia         | 2.Pro | Max Poole           | Team DSM-Firmenich PostNL  | [ 53 ]        |
| 48  | 6 d'octubre             | París-Tours                                          | França           | 1.Pro | Christophe Laporte  | Team Visma-Lease a Bike    | [ 54 ]        |
| 49  | 7 d'octubre             | Coppa Bernocchi                                      | Itàlia           | 1.Pro | Stan Van Tricht     | Alpecin-Deceuninck         | [ 55 ]        |
| -   | 8 d'octubre             | Tre Valli Varesine                                   | Itàlia           | 1.Pro | suspesa             | suspesa                    | [ 56 ] [ 57 ] |
| 50  | 10 d'octubre            | Gran Piemont                                         | Itàlia           | 1.Pro | Neilson Powless     | EF Education-EasyPost      | [ 58 ]        |
| 51  | 10-13 d'octubre         | Volta al llac Taihu                                  | R.P. de la Xina  | 2.Pro | Jelte Krijnsen      | Parkhotel Valkenburg       | [ 59 ]        |
| 52  | 16 d'octubre            | Giro del Vèneto                                      | Itàlia           | 1.Pro | Corbin Strong       | Israel-Premier Tech        | [ 60 ]        |
| 53  | 20 d'octubre            | Japan Cup                                            | Japó             | 1.Pro | Neilson Powless     | EF Education-EasyPost      | [ 61 ]        |
| 54  | 20 d'octubre            | Veneto Classic                                       | Itàlia           | 1.Pro | Magnus Cort Nielsen | Uno-X Mobility             | [ 62 ]        |